# Kärlek 1-1000 (film)
Kärlek 1-1000 är en svensk film från 1967 i regi av Lennart Olsson. I rollerna ses bland andra Helena Reuterblad, Per Olof Eriksson och Åke Lindström.

## Om filmen
Inspelningen ägde rum juni-juli 1966 på herrgården Danstruplund i Danmark med Gustaf Mandal som fotograf. Den premiärvisades den 9 januari 1967 på biograferna Söderbio och Anglais i Stockholm och är både i svartvitt och i färg.

## Handling
Fyra fattiga män hamnar plötsligt i en värld av lyx.

## Rollista
- Helena Reuterblad	– hon
- Per Olof Eriksson	– han
- Åke Lindström – hans kompis
- Åke Jörnfalk – hans kompis
- Niels Dybeck – hans kompis
- Halvar Björk – den andre
- Inger Liljefors
- Fred Gunnarsson
- Olle Nyberg
- Gunilla Ohlsson
- Jeanette Svensson